# Distretto di Anco-Huallo
Il distretto di Anco-Huallo è un distretto del Perù nella provincia di Chincheros (regione di Apurímac) con 10.898 abitanti al censimento 2007 dei quali 7.578 urbani e 3.320 rurali.
È stato istituito il 20 febbraio 1964.